# The Penguins of Madagascar
The Penguins of Madagascar (Os Pinguins de Madagascar no Brasil, e Os Pinguins de Madagáscar em Portugal) é uma série estadunidense em CGI exibida na Nickelodeon. É estrelada por nove personagens do filme Madagascar da DreamWorks Animation. Os pinguins são, Capitão (Tom McGrath), Kowalski (Jeff Bennett), Recruta (James Patrick Stuart) e Rico (John DiMaggio); os lêmures são, Rei Julien (Danny Jacobs), Maurice (Kevin Michael Richardson) e Mork (Andy Richter); Mason (Conrad Vernon) e Phil são os chimpanzés. Novos personagens para a série incluem Marlene, a lontra (Nicole Sullivan) e uma tratadora chamada Alice (Mary Scheer). É o primeiro Nicktoon produzido com a DreamWorks Animation.
Com o episódio piloto "Gone in a Flash", exibido como parte da "Superstuffed Nicktoons Weekend" em 29 de novembro de 2008, Os Pinguins de Madagascar se tornou uma série regular em 28 de março de 2009. A estreia da série atraiu mais de seis milhões de espectadores nos Estados Unidos, estabelecendo um novo recorde na lista das estreias mais assistidas.
Embora a série ocasionalmente faça alusão ao resto da franquia, Os Pinguins de Madagascar não ocorre em um momento preciso dentro dela.  McGrath, que também é o co-criador dos personagens do filme, disse que a série se passa "não especificamente antes ou depois do filme, eu só queria que tudo voltasse ao zoológico. Penso nisso como tendo lugar em um universo paralelo".
Foi inicialmente exibida pela Rede Globo, através da TV Globinho, entre 2009 e 2011. Em 19 De Março  De 2015 É Anunciado  Que A Globo  Deixará De Transmitir As Séries  Os Pinguins  De Madagascar  Kung fu Panda  Lendas  Do Dragão Guerreiro  e Monstros Vs Alienígenas. Em 24 De Julho De 2015 é Divulgado Que As Séries Nickelodeon/DreamWorks  Sáo Adiquiridas e Compradas  pelo SBT, sendo exibida de 8 de agosto de 2015  a 18 de dezembro de 2018, pela emissora dentro do Sábado Animado. No dia 31 do mesmo mês passou a ser exibida também pelo Bom Dia & Companhia.

## Sinopse
Na série, Capitão, Kowalski, Rico e Recruta ainda acham que são uma tropa de elite dentro do zoológico do Central Park. Quando não estão entretendo os humanos, os irmãos pinguins partem para missões nas perigosas ruas de Nova York. Julien, o Rei dos Lêmures, e a sua gangue são os rivais do quarteto polar, embora eles não atrapalhem o quarteto de propósito.
Eles tem mais que uma missão, e o Capitão sempre quis ir para as ruas de Nova York. Mas também não podemos esquecer que a maior missão deles é proteger o Zoológico por isso as missões de salvamento, entre outros. 
Que é muito animada e interativa.

## Personagens
Os Pinguins de Madagascar apresenta os quatro pinguins da franquia Madagascar, assim como os dois chimpanzés e os três lêmures. Novos personagens para da série incluem Marlene a lontra e a tratadora chamada Alice, entre outros.
Todos os quatro personagens pinguins são projetados de modo diferente no desenho animado do que eles estão no filme, para torná-los mais original e mais fácil de distinguir. A cabeça do capitão é mais plana na série, Kowalski é mais alto, Recruta é mais curto e redondo, e Rico tem uma cicatriz inexplicável na boca. Suas personalidades e habilidades também foram exageradas. A textura dos personagens também foi alterada para ser mais adequada para o trabalho na televisão.

### Personagens principais
- Capitão (Tom McGrath) é o líder dos pinguins; ele cria táticas e dá ordens. Geralmente é calmo e calculista e tem arrogância exagerada. Normalmente vê tudo como algum tipo de operação militar secreta. É mostrado que ele tem um medo secreto de agulhas. Por causa de Hans(um inimigo dele) ele não pode viajar para a Dinamarca. O Capitão pode às vezes ser visto com peixes ou uma xícara de café. Ele tem um inimigo chamado Dr. Narina. Muitos fãs acreditam que ele gosta da Marlene.
- Kowalski (Jeff Bennett) é muito inteligente, mas se excede ao analisar as situações. Kowalski é o que tem menos habilidade de luta.
- Recruta (James Patrick Stuart) é o pinguim mais sensível emocionalmente do grupo, tem um talento para quebrar códigos. Apesar de ser o menos experiente dos quatro pinguins, é mostrado como sendo o mais realista. Fala com sotaque britânico e às vezes é propenso a acidentes. É muito adorável, mas o seu maior defeito é gostar de uma série de TV ridícula de unicórnios, chamada de Lunacórnios, uma sátira ao seriado My Little Pony. Consegue fazer uma coisa que os pinguins chamam «hiper adorável», que quando a faz os animais que não são pinguins e os humanos que o vêm desmaiam.
- Rico (John DiMaggio) é o especialista em armas e explosivos do grupo, se comunica principalmente através de grunhidos e guinchos. Rico engole ferramentas úteis, como a dinamite, e os vomita quando necessário. Ele tem uma cicatriz na bochecha esquerda, e mostra o seu amor pela sua boneca Betsy, uma alusão a Barbie. Mostra um impressionante talento artístico, principalmente em pintar quadros. Também costuma ser utilizado nos testes de Kowalski, pois se algo dá errado o Rico estará lá para sofrer as consequências.
- Rei Julien XIII (Danny Jacobs) é um divertido lêmure de cauda anelada. O auto-proclamado Rei Lêmure muitas vezes compete com Capitão e ainda tem uma luta física com eles em "Assalto e Baterias", em que se repara que o Rei Julien é mais ágil que Capitão. Julien não pode ser considerado um antagonista, e sim protagonista, pois muitas vezes Capitão o provoca, e muitas outras eles se ajudam. Julian aparenta ter uma hiper-sensibilidade nos pés, principalmente no inverno, um motivo para ele sempre chutar Mork, que tenta se agarrar nos pés dele.
- Mourice (Kevin Michael Richardson) é o servo leal de Julian também conhecido como seu braço-direito. O nome pronuncia-se "Môrrice". Ele é procurado em dezenas de países por crimes de guerra realizados durante a primeira e a segunda guerra mundial. Atualmente, vive em Buenos Aires.
- Mork (Andy Richter) é a "criaturinha adorável" do Zológico. É considerado o "zoiudinho" para os pinguins e, por ser bastante irritante para Julien (pelo menos na sua cabeça), é muitas vezes esquecido pelo próprio. A partir de "Larga do pé", Mork demostra ser muito obcecado pelos pés do Julian, tentando tirar a vontade de pegar os pés, porém falhou, ao salvar o Julien.
- Marlene (Nicole Sullivan) é uma lontra que vive ao lado dos pinguins e dos lêmures, só que fala mais com os pinguins e tem uma paixão por viola espanhola. Ela foi transferida do Monterey Bay Aquarium na Califórnia.E quando sai do zoológico se torna um animal selvagem.
- Mason (Conrad Vernon) e Phil são dois chimpanzés bastante amigos da Tropa Ártica. O Phil, irmão de Mason, não sabe falar (por isso que se comunica com códigos), mas lê muito bem e é bem inteligente.

### Personagens secundários
- Alice (Mary Scheer) é uma funcionária do zoológico, aparenta não gostar muito do seu emprego.
- Rei dos Ratos (Diedrich Bader) é um rato de laboratório que foi geneticamente modificado fazendo ele ficar muito musculoso. Ele reside nos esgotos. Ele é um antagonista secundário para os pinguins.
- Roger (Richard Kind) é um jacaré que embora pareça por sua forma física ser durão e forte, ele e amável, gentil, amigável, sabe cantar músicas de ninar com uma voz angelical e até tricotar.
- Max, o Gato-Lunar (Wayne Knight) é um gato que os pinguins acham ser lunar. Ele tem pouca forma, e magro e pouco saudável.
- Joey é o canguru do zoológico. Não é chegado a visitantes em sua jaula e tende a ser agressivo, como mostra no episódio "Agressão e Pilhas", em que Julien e Skipper têm uma luta e caem na sua jaula.
- Bada e Bing (John DiMaggio e Kevin Michael Richardson) são dois gorilas do zoológico que gostam de lutar.
- Fred (Fred Stoller) é um esquilo que não tem uma mente um tanto avançada que nem a dos pinguins e fala monotonamente lento. Fred vive em um parque perto do zoológico. Ele namorou Marlene em um episódio, mas ela rompeu com ele.
- Oficial X (Cedric Yarbrough) é primeiramente um guarda de controle de animais. Mas depois vira o "Exterminador X" e nessa função ele elimina pragas. E em seguida ele substitui Alice e se torna o tratador do zoológico (Tratador X). Ele não tem nome, pois segundo ele sua mãe disse que seu nome era "confidencial". É um antagonista secundário obcecado em pegar os pinguins, pois testemunhou o comportamento militar deles.
- Burt (John DiMaggio) é um elefante do zoológico obcecado por amendoins. Era apenas um animal de zoológico "extra" durante o início da série, mas depois evoluiu para um personagem de maior destaque a medida que a série evoluiu.
- Hans (John DiMaggio) é um papagaio-do-mar e um dos maiores inimigos de Capitão. Ele é o responsável por Capitão não poder ir a Dinamarca (isso já foi falado várias vezes pelo Capitão em muitos episódios) e o motivo é que o Hans cometeu um crime lá e culpou o Capitão.
- Dr. Narina é um dos inimigos dos pinguins. Ele aparece primeiro em A Vingança do Dr. Narina. Ele é um golfinho diabólico na obsessão dele por destruir os pinguins.
- Galinha Azul é uma galinha que possivelmente é uma vilã. Ela tem planos malucos de ser presidente ou governadora. Teve apenas duas aparições na série nos episódios "Galinha Mentalista" e "P. E. L. T".
- Doris é uma "golfinha" que foi a ex namorada do Kowaski, pois ela quis ser somente amiga dele (como mencionado em um episódio). Ela é mencionada em muitos episódios e sua única aparição foi no episódio "O Pinguim Que Me Amava". No fim desse episódio eles voltam a ficar juntos.
- Savio (Nestor Carbonell) é uma jibóia muito malvada que mora no zoológico de Hooboken, mas já foi transferida para o Central Park algumas vezes. É o inimigo mais perigoso dos pinguins, e o único que eles nunca venceram, pois ele foi vencido por Burt (Episódio: Cobra criada), Rei Julien (Episódio: Olha a cobra) e o bebê fossa (Episódio: Terror de Madagascar).
- Clemson (Larry Miller) é outro lêmure da série, mais é o antagonista de Rei Julien, Maurice, Mork e outro rival dos pinguins. Ele tenta tirar Julien do trono para virar rei.
- Honda é uma morsa enorme que dividiu o habitat com Marlene em um episódio. Mas marlene não suportou Honda, e ela pediu para os pinguins ajudarem ela a transferi-la. Mas eles quase enviaram ela sem querer pra "Reserva de Ursos Polares" então eles a transferiam de novo pro zoológico de Hoboken.
- Esquilo Vermelho é um esquilo rival dos pinguins e o rival número um do agente Buck Rockgut.
- Buck Rockgut é outro pinguim da série e um grande agente secreto que os pinguins (exceto o Recruta) idolatram.
- Chuck Charles é um jornalista de Nova York que diz em alguns episódios ser um ninja.
- Alex (Ben Stiller) É um leão e é considerado o rei de Nova York. Só aparece no filme. Seu " espírito" aparece em um episódio mas só o Capitão podia vê-lo.
- Marty (Chris Rock) É uma zebra que adora fazer shows de cuspida d'água  e não sabe fazer explicações. Só aparece no filme.
- Melman (David Schwimmer) É uma girafa que tem problemas de saúde e que tem consultas médicas , é o Namorado de Glória. Só aparece no filme.
- Glória (Jada Pinkett Smith) É um hipopótamo que adora mergulhar na água e é a Namorada de Melman . Só aparece no filme.

## Produção
Em meados de 2006, Nickelodeon e DreamWorks Animation informaram juntos que iriam colaborar em um spin-off baseado em filmes da franquia Madagascar. Nada foi confirmado que a série seria sobre os pinguins até novembro de 2007.
Em novembro de 2007, a Nickelodeon anunciou um sneak peek (olhadinha rápida numa tradução livre)  dos três novos Nicktoons que estavam chegando na Nickelodeon, Mighty B!, Making Fiends e The Penguins of Madagascar, tudo em 25 de novembro de 2007, como parte do Superstuffed Nicktoons Weekend. Desde então, Os Pinguins de Madagascar foi adiado pelo menos duas vezes em 2008, e teve sua estreia em março de 2009, provavelmente devido a Madagascar: Escape 2 Africa ser adiado para 7 de novembro de 2008. Em 28 de novembro de 2008, foi ao ar na Nickelodeon um episódio da série como um sneak peek.

## Estreia
Após alguns atrasos para o lançamento, Os Pinguins de Madagascar estreou na Nickelodeon em 2009. A série é produzida pelo estúdio de animação da Nickelodeon em Burbank, Califórnia, com animação realizada na Índia, Nova Zelândia e Taiwan. Tanto a Nickelodeon e a DreamWorks Animation estavam planejando uma temporada de somente 26 episódios. Os Pinguins de Madagascar foi ao ar após Kids Choice Awards em 28 de março de 2009. em Portugal a serie Estreou inicialmente pela NICKLEODEON PORTUGAL, e a 4 de Julho de 2022 na SIC K

## Episódios
| Temporada | Temporada | Episódios | Episódios              | Originalmente exibido  | Originalmente exibido   | Originalmente exibido |
| Temporada | Temporada | Episódios | Episódios              | Estreia da temporada   | Final da temporada      | Emissora              |
| --------- | --------- | --------- | ---------------------- | ---------------------- | ----------------------- | --------------------- |
|           | 1         | 48        | 48                     | 29 de novembro de 2008 | 15 de fevereiro de 2010 | Nickelodeon           |
|           | 2         | 68        | 68                     | 13 de março de 2010    | 31 de março de 2012     | Nickelodeon           |
|           | 3         | 33        | 26                     | 16 de abril de 2012    | 10 de novembro de 2012  | Nickelodeon           |
| 7         | 3         | 33        | 24 de dezembro de 2013 | 19 de dezembro de 2015 | Nicktoons               |                       |

## Dublagem

### Brasil
Inicialmente, Os Pinguins de Madagascar foi dublado nos estúdios de dublagem no Rio de Janeiro, porém, a pedido da distribuidora, a série teve todo o seu elenco trocado e esta atualmente sendo dublada em São Paulo, nos estúdios Voice-Versa. Na segunda temporada foi dublada nos estúdios do Grupo Macias (CBS e Art Sound).
- Capitão: Cláudio Galvan/Francisco Brêtas[10]
- Recruta: Gustavo Veiga/Vagner Fagundes[11]
- Rei Julien: Guilherme Briggs/Tatá Guarnieri[8]

### PORTUGAL
Versão Portuguesa
Personagem - Voz
Skipper: Sérgio Calvinho
Kowalsk: Hugo Mestre Amaro
Private: Tiago Caetano
Rico: Mário Bomba
Rei Juliano: João Araújo
Maurice: Rómulo Fragoso
Mort: Sérgio Calvinho